# 埃蒂夫河谷

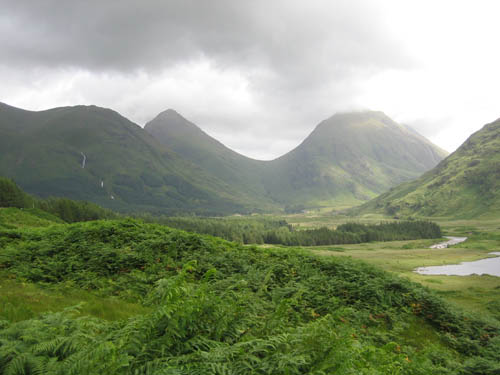
埃蒂夫河谷

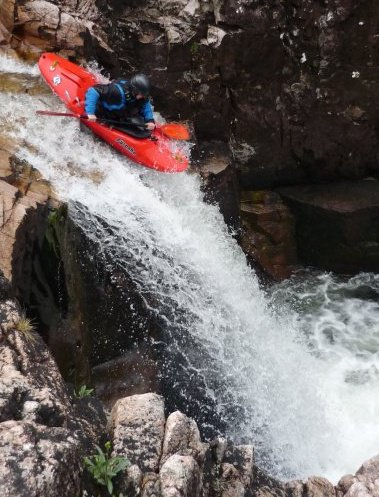
埃蒂夫河谷瀑布上的皮划艇

埃蒂夫河谷（英語：Glen Etive ) 是蘇格蘭高地的一个峡谷。埃蒂夫河发源于兰诺克摩尔周围的山峰。埃蒂夫河全長约18公里。这条河及其支流很受皮艇运动员的欢迎。